# Baier & Michels
Die Baier & Michels GmbH & Co. KG (Eigenschreibweise: baier & michels), (kurz: b&m) mit Hauptsitz in Ober-Ramstadt ist ein deutsches Unternehmen im Bereich der Kaltumformung. 
Für OEMs und Zulieferer der Automobil-, Elektro- und Medizinindustrie entwickelt und produziert Baier & Michels Verbindungstechnik sowie Verschluss- und Dichtsysteme. 
Seit 1973 gehört das Unternehmen der Würth-Gruppe an.

## Unternehmensstruktur
Mit rund 500 Mitarbeitern in acht Gesellschaften agiert die Unternehmensgruppe in Europa, Asien und Nordamerika. Die insgesamt neun Standorte liegen in Ober-Ramstadt, Selvazzano Dentro, Greenville (South Carolina), Detroit, Shanghai, Querétaro, Nilüfer (Bursa), Barcelona und Budapest.

## Geschichte
Im Jahr 1932 wurde das Unternehmen in Frankfurt am Main gegründet; die eigene Schraubenproduktion begann 1940. Im Jahr 1973 übernahm die Würth-Gruppe das Unternehmen. 2003 verlegte Baier & Michels den Unternehmenssitz von Frankfurt am Main nach Ober-Ramstadt (Landkreis Darmstadt-Dieburg). Die internationale Ausrichtung begann mit der Gründung der Gesellschaften in den USA (2008) und in China (2011). Seit 2017 gibt es am Hauptsitz in Ober-Ramstadt ein Logistikzentrum. Das Unternehmen ist heute nach IATF 16949 (Qualitätsmanagement im Automobilbereich), DIN EN ISO 9001:2015 (Qualitätsmanagement) und DIN EN ISO 14001:2015 (Umweltmanagement) zertifiziert.

## Tätigkeitsgebiet
Das Angebot umfasst Produkte und Dienstleistungen im Bereich der Kaltumformung. Aus eigener Entwicklung und Fertigung kommen Verbindungselemente, Verschluss- und Dichtsysteme. Zudem bietet Baier & Michels neben anwendungstechnischer Beratung auch Schulungen und mit dem b&m-PORT ein Online-Portal, das Industrieunternehmen bei der Standardisierung von C-Teilen unterstützt.
Zu den Produkten und Systemlösungen gehören Verschluss- und Dichtsysteme für Bohrungen mit und ohne Druckbeanspruchung, Gewindeeinsätze und Gewindebolzen für Kunststoffe, Formwalzteile, Direktverschraubungen in unterschiedliche Werkstoffe, darunter Metalle, Kunststoffe und CFK, Verbindungsteile mit Funktionsintegration, etwa eine gewindeformende Mutter sowie maßgeschneiderte Verbindungselemente, dazu zählen Drehteile, Federn, Stanz- und Biegeteile. Ferner Entkopplungselemente zur Aufnahme und Ableitung von Schwingungen und Geräuschen.

## Mitgliedschaften und Partnerschaften
Als Mitglied engagiert Baier & Michels sich unter anderem im Verband der Automobilindustrie (VDA). Außerdem pflegt Baier & Michels Kooperationen als Forschungs- und Wissenschaftspartner, zum Beispiel mit der TU Darmstadt, gemeinsame Projekte gibt es dort sowohl mit dem Institut für Produktionstechnik und Umformmaschinen (PtU) als auch mit dem Institut für Produktentwicklung und Maschinenelemente (pmd). Darüber hinaus beteiligt sich Baier & Michels im Unternehmensnetzwerk „Erfolgsfaktor Familie“.  